# 스콸로돈

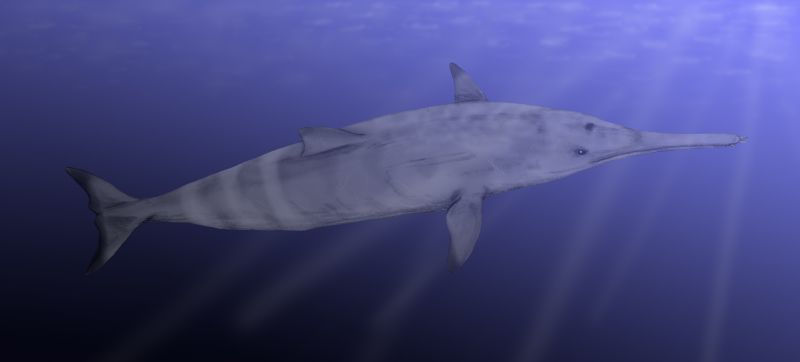

스콸로돈 (Squalodon)은 경쟁자 메갈로돈과 브리그모파이세터와 함께 플라이오세때 살았던 포유류이다. 길이가 7.5~9m였으며 무게는 6~8t이며 현재의 범고래와 비슷한 크기다. 행동도 범고래와 비슷하며 물고기를 주식으로 했을 것이다.

## 같이 보기
- 이빨고래